# 모하마드 하타미

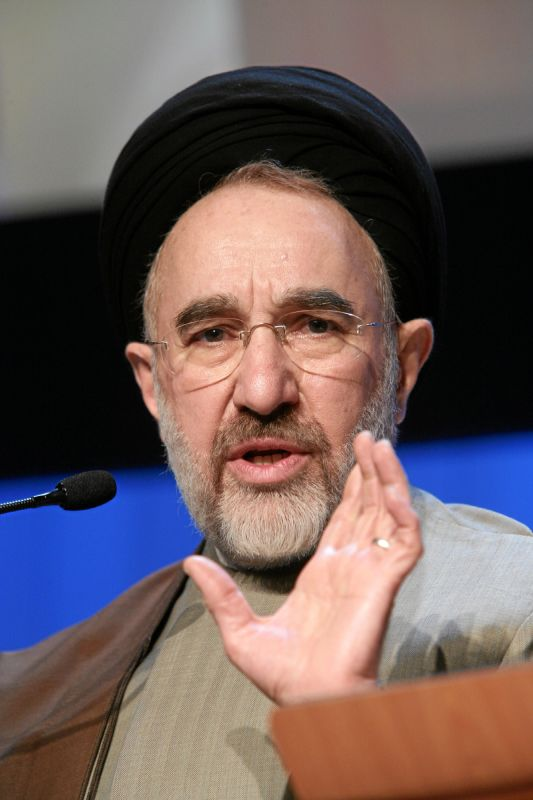
모하마드 하타미

세예드 모하마드 하타미(페르시아어: سید محمد خاتمی Seyyed Mohammad Khātamī, 문화어: 쎄예드 모하메드 카타미, 1943년 9월 29일 ~ )는 이란의 정치인이다.
온건 개혁파 성향인 그는 1997년부터 2005년까지 이란의 제5대 대통령을 지냈으며, 여성과 이란 인구의 절대 다수를 차지하는 학생·청년층으로부터 많은 지지를 받았다. 그가 대통령에 당선된 날은 페르시아력으로 개혁의 날로 여겨지고 있다.

## 역대 선거 결과
| 선거명      | 직책명        | 대수 | 정당              | 득표율 | 득표수       | 결과 | 당락 |
| ----------- | ------------- | ---- | ----------------- | ------ | ------------ | ---- | ---- |
| 1997년 선거 | 이란의 대통령 | 5대  | 전투원 성직자협회 | 69.07% | 20,078,187표 | 1위  |      |
| 2001년 선거 | 이란의 대통령 | 5대  | 전투원 성직자협회 | 76.90% | 21,656,476표 | 1위  |      |

## 같이 보기
- 2009년 이란 대통령 선거
- 2013년 이란 대통령 선거